# Dominicus de Sanzey
Dominicus de Sanzey (* 17. Jahrhundert; † 17. Jahrhundert oder 18. Jahrhundert) war ein deutscher Mediziner und Mitglied der Gelehrtenakademie Leopoldina.
Dominicus de Sanzey, auch Johannes Dominicus de Sanzey, war Ritter und Canonicus der Kirche St. Andreas in Köln und kurfürstlicher Leibarzt. Er wurde in die Gelehrtenliste der Universität Köln, die von Theologen dominiert war, als Mediziner aufgenommen.
Johannes Dominicus de Sanzey wurde am 1. April 1685 mit dem Beinamen BIAS II. als Mitglied (Matrikel-Nr. 131) in die Deutsche Akademie der Naturforscher Leopoldina aufgenommen.